# Antonina Klońska-Sauer
Antonina Klońska-Sauer (nazwisko panieńskie Kawecka, ur. 24 kwietnia 1883 we Włocławku, zm. 12 kwietnia 1969 w Krakowie) – polska aktorka.

## Życiorys
W młodości pobierała lekcje aktorstwa, tańca i śpiewa. Sztuki aktorskiej uczyła się u Romany Popiel-Święckiej i Marcelego Trapszy, tańca u Kazimierza Eibla i Józefa Bieńkowskiego, śpiewu u Stanisława Bruszewskiego. W 1903 zaczęła występować w Teatrze Ludowym w Krakowie. W kwietniu zaczęła występować w warszawskim Teatrze Ludowym, początkowo w epizodycznych rolach tanecznych. Rok później przeniosła się do Teatru Polskiego  w Kaliszu  a w sezonie 1906/1907 występowała w Teatrze Polskim w Łodzi, w kolejnych latach w Lublinie (1907/1908), Kijowie (1908), Sosnowcu (1909/1910), Płocku (1911). W latach 1911–1916 występowała w różnych teatrach warszawskich, a do 1920 na zmianę w Łodzi, Warszawie i Lublinie. W latach 1920–1939 była aktorką krakowskiego Teatru im. J. Słowackiego. W czasie okupacji zaprzestała grania, utrzymując się z renty inwalidzkiej. W latach 1945–1954 powróciła do Teatru im. J. Słowackiego, następnie przeszła do zespołu Teatru Starego w Krakowie, obchodząc tam jubileusze pięćdziesięciolecia i sześćdziesięciolecia pracy scenicznej.
Podczas swojej kariery scenicznej występowała w rolach wodewilowych, kabaretowych, dramatycznych. Zagrała ponad 600 ról.
Pochowana na cmentarzu Rakowickim w Krakowie (kwatera PAS 69A-płn-narożnik).

## Odznaczenia
- Medal 10-lecia Polski Ludowej (28 stycznia 1955)[2].

## Nagrody
1954: Nagroda Artystyczna miasta Krakowa za całokształt osiągnięć artystycznych.